# Dualitat de Pontryagin
En matemàtiques, en particular en l'anàlisi harmònica i la teoria de grups topològics, la dualitat de Pontryagin explica les propietats generals de la transformada de Fourier. Posa en un context unificat un nombre d'observacions sobre funcions a la recta real o en grups abelians finits, vg.
- Les funcions periòdiques convenientment regulars a la recta real tenen sèrie de Fourier i aquestes funcions es poden recuperar de la seva sèrie de Fourier;
- Les funcions complex-valorades convenientment regulars a la recta real tenen transformació de Fourier que són també funcions en la recta real i, el mateix que les funcions periòdiques, aquestes funcions es poden recuperar de la seva transformació de Fourier, i

- Les funcions complex-valorades en un grup abelià finit tenen transformació de Fourier discreta que són funcions en el grup dual, que és grup isomorf (no canònicament). Més encara qualsevol funció en un grup finit es pot recuperar de la seva transformació de Fourier discreta.

La teoria, introduïda per Lev Pontryagin i combinada amb la mesura de Haar introduïda per John von Neumann, André Weil i altres depèn de la teoria del grup dual d'un grup abelià localment compacte.

## La mesura de Haar
Un grup topològic és  localment compacte  si i només si la identitat  i  del grup té una veïnatge compacta. Això significa que hi ha un cert conjunt obert  V  que conté  i  que és relativament compacte en la topologia de  G . Un dels fets més notables sobre un grup localment compacte  G  és que porta una mesura natural essencialment única, la mesura de Haar, que permet mesurar consistentment la "mida" de subconjunts prou regulars d ' G . En aquest sentit, la mesura de Haar és una funció de "àrea" o de "volum" generalitzada definida en subconjunts de  G . Més precisament, una  mesura dreta de Haar  en un grup localment compacte  G  és una mesura comptablement additiva:
{\displaystyle A\mapsto \mu (A)\quad a\subseteq G{\mbox{ un conjunt de Borel}}}
definit en els conjunts de Borel de  G  que és  invariant dret  en el sentit que
{\displaystyle \mathrm {M} (Ax)=\mu (A)\quad {\mbox{per }}x\in G}
és finita per subconjunts compactes  A  i diferent de zero i positiva per als conjunts oberts. A excepció de factors d'escala positius, les mesures de Haar són úniques. Observi que és impossible definir una mesura invariant dreta comptablement additiva en tots els subconjunts de G si s'assumeix l'axioma d'elecció. Veure conjunt no mesurable. Noteu que un pot definir semblantment la mesura esquerra de Haar. Les mesures dretes i esquerres de Haar estan relacionades per la funció modular.
La mesura de Haar permet definir la noció d'integral per a funcions Borelianes prenent valors complexos definides en el grup. En particular, un pot considerar diversos Lp espais associats a la mesura de Haar. Específicament,
{\displaystyle L_{\mu }^{p}(G)=\{f:G\rightarrow \mathbb {C} :\int _{G}|f(x)|^{p}d\mu (x)<\infty \}}
Exemples de grups abelians localment són:
- Rn, per n un nombre enter positiu, amb l'addició de vectors com a operació del grup.

- Els nombres reals positius amb la multiplicació com a operació. Aquest grup se veu clarament és isomorf a  R . De fet, la funció exponencial implementa aquest isomorfisme.

- Qualsevol grup abelià finit. Pel teorema d'estructura per als grups abelians finits, tots aquests grups són productes de grups cíclics.

- Els nombres enters  Z  sota l'addició.

- El fonamental grup del cercle, denotat  T  (és a dir,  T ¹  toro unidimensional). Aquest és el grup dels nombres complexos de mòdul 1.  T  és isomorf com a grup topològic grup quocient a  R / Z .

## El grup dual
Si G és un grup localment compacte abelià, definim un caràcter de G com un homomorfisme continu de grup φ: G → T. El conjunt de tots els caràcters en G és un altre grup abelià localment compacte, anomenat el grup dual de G i denotat com G^. Amb més detall, es defineix al grup dual de la manera següent: Si  G  és un grup localment compacte abelià, dues aquests caràcters es poden multiplicar punt a punt per formar un nou caràcter, i el caràcter trivial x → 1 és la identitat de G^. La topologia de G^ és la de la convergència uniforme sobre compactes. Es pot demostrar que el grup G^ amb la topologia així definida és un grup abelià localment compacte. Nota: Aquí T és el grup de la circumferència unitària, que es pot veure com els nombres complexos de mòdul 1 o el grup quocient  R / Z  com es cregui convenient. Aquesta dualitat, com totes, és una funció involutiva, ja que el grup dual d'un grup dual és el grup original. El grup dual és presentat com l'espai subjacent per a una versió abstracta de la transformada de Fourier. En aquest context, les funcions sobre el grup G (per exemple funcions en  L ¹ (G)  o  L ² (G) ) es transformen en les funcions amb domini en el grup dual G^. Això s'implementa via la integral
{\displaystyle {\hat {f}}(\phi )=\int _{G}f(x)\phi (-x)\,dx}
on la integral utilitza la mesura de Haar.

## Transformada de Fourier en general
La generalització de la transformada de Fourier més natural ve donada, llavors, per l'operador
{\displaystyle F:L^{2}(G)\mapsto L^{2}(G^{\wedge })}
definit per
( Ff ) (φ) = ∫  f  ( x ) φ ( x ) d  x 
per a cada f en  L ² (G)  i φ en  G^. F és un isomorfisme isomètric entre espais de Hilbert. El f * g de la convolució de dos elements f, g en  L ² (G)  es pot definir
{\displaystyle (f*g)(t)=\int f(x)g(t-x)\,dx}
(això és una funció en  L ² (G)  i el teorema de la convolució
 F (f * g)  =  Ff · Fg  que relaciona la transformada de Fourier de la convolució amb el producte dels dos transformades de Fourier roman vàlid. En el cas de  G  =  R   n , tenim  G^ =  R   n  i recuperem la transformació contínua de Fourier ordinària, en el cas  G  =  S ¹ , el grup dual  G^ és naturalment isomorf al grup dels nombres enters  Z  i l'operador sempre i F es redueix al còmput de coeficients de les sèries de Fourier de funcions periòdiques, si  G  és el grup cíclic finit  Z   n  (vegeu aritmètica modular), que coincideix amb el seu propi grup dual, recuperem la transformació de Fourier discreta.

## Exemples
Per exemple, un caràcter en el grup cíclic infinit dels nombres enters Z el determina el seu valor φ (1), ja que φ (n) = (φ (1))  n  dona els seus valors a la resta dels elements de  Z . Més encara, aquesta fórmula defineix un caràcter per a qualsevol elecció de φ (1) en  S ¹  i la topologia de la convergència uniforme sobre compactes (que apareix aquí com convergència punt a punt) és la topologia natural d' S ¹ . Per tant, el grup dual d' Z  s'identifica amb  S ¹ . ¿Inversament, un caràcter en  S ¹  és de la forma z |--> z  n  per an ∈  Z . Com que  S ¹  és compacte, la topologia en el grup dual és la de la convergència uniforme que resulta ser la topologia discreta. A conseqüència d'això, el dual d' S ¹  s'identifica amb  Z . L'altre exemple de "grup clàssic", el grup dels nombres reals  R , és el seu propi dual. Els caràcters en R són de la forma  φ  i  : x |--> i  ixy . Amb aquestes dualitats, la versió de la transformada de Fourier a ser introduïda després coincideix amb la transformada de Fourier en  R , i la forma exponencial de la sèrie de Fourier en  Z .

## El punt de vista abstracte
Més precisament, la construcció dual del grup  G^ de  G  és un funtor contravariant (.)^:  LCA   →   LCA   op  permetent que identifiquem la categoria LCA de grups topològics abelians localment compactes amb la seva pròpia categoria oposada. Tenim  G^^ isomorf a  G , d'una manera natural que és comparable al doble dual dels espais vectorials finit-dimensionals (un cas especial, per als espais vectorials reals i complexos). La dualitat intercanvia les subcategories de grups discrets i de grups compactes. Si  N  és un anell i  G  és un  R -mòdul esquerre, el grup dual  G^ es convertirà en un  R -mòdul dret; d'aquesta manera podem també veure que els  N  -- mòduls esquerres discrets seran dual de Pontryagin dels R-mòduls drets compactes. L'anell  End (G)  d'endomorfismes a LCA és canviat per la dualitat en l'anell oposat (canvia la multiplicació a l'ordre oposat). Per exemple, si  G  és un grup discret cíclic infinit,  G^ és un grup del cercle: el primer té  End (G)  =  Z  per tant també  End (G^)  =  Z .

## Compactificació de Bohr i quasi-periodicitat
Un ús fet de la dualitat de Pontryagin és donar una definició general d'una funció quasi-periòdica en un grup no compacte G en LCA. Per això, definim la compactificació B(G) de Bohr de G com H^, on H és com grup G^, però donant-li la topologia discreta. Com que N → G^ és continu i un homomorfisme, el morfisme dual G → B(G) queda definit, i realitza G com a subgrup d'un grup compacte. La restricció a G de les funcions contínues en  B (G)  dona una classe de funcions gairebé-periòdiques, es pot imaginar com anàlogues a les restriccions a una còpia de R enroscat al voltant d'un toro.

## La teoria no commutativa
Aquesta teoria no pot existir en la mateixa forma per als grups no commutatius G, ja que en aquest cas l'objecte dual apropiat G^de les classes d'isomorfisme de representacions no pot contenir només representacions unidimensionals, i no podrà ser un grup. La generalització que s'ha trobat útil en teoria de les categories es diu dualitat de Tannaka-Kreiner, però això divergeix de la connexió amb l'anàlisi harmònica, que necessita abordar la qüestió de la mesura de Plancherel en  G^.

## Història
Els fonaments de la teoria de grups abelians localment compactes i de la seva dualitat van ser establerts per Lev Pontryagin el 1934. El seu tractament es va basar en grups que eren segon-comptable i compactes o discrets. Això va ser millorat per cobrir els grups abelians localment compactes en general per Egbert van Kampen el 1935 i André Weil el 1953.